# Robert Goodloe Harper
Robert Goodloe Harper (ur. w styczniu 1765, zm. 14 stycznia 1825) – amerykański polityk związany z Partią Federalistyczną.
W latach 1795–1801 był przedstawicielem Karoliny Południowej w Izbie Reprezentantów Stanów Zjednoczonych. W 1816 roku był przedstawicielem stanu Maryland w Senacie Stanów Zjednoczonych.